# Saturn (Roemenië)
Saturn is een badplaats aan de kust van de Zwarte Zee in het zuidoosten van Roemenië. Het ligt tussen de stad Mangalia en het dorp Venus. Saturn is te bereiken met de auto, boot en trein vanaf Constanța.
Van noord naar zuid:
Mamaia · Eforie (Nord · Sud) · Costinești · Olimp · Neptun · Jupiter · Cap Aurora · Venus · Saturn · 2 Mai · Vama Veche